# Water Bearer
Water Bearer es el álbum de estudio con el que debutó en 1978 la cantautora británica Sally Oldfield.
La canción «Mirrors», sexta y última pista de la cara A del álbum, que fue publicada como sencillo, alcanzó el puesto 19 en las listas de ventas británicas, y permaneció en esa lista durante trece semanas entre 1978 y 1979. Cursiosamente esta canción no aparece en algunas ediciones del álbum. 

## Lista de canciones
Todas las canciones escritas y compuestas por Sally Oldfield, con citas de textos de J. R. R. Tolkien en «Songs of the Quendi». 
| Cara A |                                         |          |  |
| N.º    | Título                                  | Duración |  |
| 1.     | «Water Bearer»                          | 6:25     |  |
| 2.     | «Songs of the Quendi» I: «Night Theme»  | 2:52     |  |
| 3.     | «Songs of the Quendi» II: «Wampum Song» | 6:25     |  |
| 4.     | «Songs of the Quendi» III: «Nenya»      | 3:06     |  |
| 5.     | «Land of the Sun»                       | 1:52     |  |
| 6.     | «Mirrors»                               | 3:17     |  |
| 23:57  |                                         |          |  |

| Cara B |                              |          |  |
| N.º    | Título                       | Duración |  |
| 1.     | «Weaver»                     | 3:38     |  |
| 2.     | «Night of the Hunter's Moon» | 3:26     |  |
| 3.     | «Child of Allah»             | 3:19     |  |
| 4.     | «Song of the Bow»            | 3:37     |  |
| 5.     | «Fire and Honey»             | 2:30     |  |
| 6.     | «Song of the Healer»         | 3:19     |  |
| 19:39  |                              |          |  |

## Créditos

### Intérpretes
- Sally Oldfield: voz, guitarra, mandolina, banyo, piano, clavecín, órgano de tubos, sintetizador, percusión (marimba, glockenspiel, vibráfono...);
- Frank Ricotti: percusión (vibráfono y marimba);
- Dave Lawson: sintetizador de cuerda;
- Trevor Spencer: batería electrónica (Pollard Syndrum);
- Tim Wheater: platillos;
- Jean Price: arpa;
- Brian Burrows: voz.

### Equipo
- Dirección artística: Martin Poole;
- ingeniería: Ashley Howe, Dave Grinstead y Mark Dearnley;
- mezclas: Ashley Howe y Sally Oldfield;
  - asistentes: John Gallen y Julian Cooper;
- fotografía: Paul Wakefield;
- tipografía: Mike Pratley;
- composición, arreglos y producción: Sally Oldfield.